# Kōya Saitō
Kōya Saitō (japanisch 斎藤 広野 Saitō Kōya; * 5. August 1986 in Saitama) ist ein japanischer Fußballspieler.

## Karriere
Saitō erlernte das Fußballspielen in der Schulmannschaft der Urawa Higashi High School und der Universitätsmannschaft der Chūō-Universität. Seinen ersten Vertrag unterschrieb er 2009 bei Yokogawa Electric. Der Verein spielte in der dritthöchsten Liga des Landes, der Japan Football League. 2010 wechselte er zum Ligakonkurrenten FC Machida Zelvia. 2012 wechselte er zu SC Sagamihara. Am Ende der Saison 2012 stieg der Verein in die Japan Football League auf. 2014 wechselte er zum Drittligisten Grulla Morioka. 2015 wechselte er zu Vonds Ichihara.